# Jean-Baptiste Gardeil
Jean-Baptiste Gardeil (* 1726 in Toulouse; † 19. April 1808 ebenda) war ein französischer Arzt und Mathematiker.

## Leben und Wirken
In Toulouse geboren, erhielt er dort seine erste schulische Ausbildung, später verließ er seine Heimatstadt in Richtung Paris, wo er Kontakte zu den Philosophen und Avantgardisten der französischen Aufklärung hielt.
Er war seit 1755 korrespondierendes Mitglied der Académie des sciences und lange Zeit Redakteur der La Gazette. Ebenso war Gardeil Hochschullehrer für Mathematik an der Universität in Toulouse.
Er war mit den wichtigsten Vertretern der französischen Aufklärung, wie Denis Diderot, Jean-Baptiste le Rond d’Alembert und Paul Henri Thiry d’Holbach, befreundet.
Seine Lebensgefährtin und wissenschaftliche Assistentin Mlle de la Chaux († 1755) hat als Erste ausgewählte Texte aus David Humes ökonomischen Schriften ins Französische übersetzt.
Die Verwicklungen um Jean-Baptiste Gardeil und Mlle de la Chaux finden ihren literarischen Ausdruck im zweiten Teil der Erzählung Ceci n’est pas un conte von Denis Diderot. Dort berichtet Diderot über das Verhältnis zwischen Gardeil und Mlle de la Chaux. Demnach gab sie aus Liebe zu ihm alles auf. Zunächst wirken ihre Beziehung und ihr Zusammenleben glücklich. Gardeil arbeitet als Übersetzer, bis er nicht mehr dazu in der Lage ist. Seine Frau hilft ihm und lernt dafür eigens Griechisch, Hebräisch und andere Sprachen. Sie gibt ihm alles, damit er glücklich ist. Doch eines Tages will er nichts mehr mit ihr zu tun haben, und zwar mit der Begründung, dass er für sie nicht mehr das Geringste empfindet. Sie versteht die Welt nicht mehr und muss in ärztliche Behandlung. Später erholt sie sich wieder halbwegs, verbringt das Ende ihres Lebens aber in ärmlichsten Verhältnissen, obwohl sie jenen Arzt, der sie behandelt hatte, hätte heiraten und mit ihm in Wohlstand leben können.

## Werke (Auswahl)
- Traduction des œuvres médicales d’Hippocrate, sur le texte grec. 1801
- Prima pars Institutionum medicarum, Hygiène. Ad usum alumnorum saluberrimæ facultatis in alma Academia Tolosana. J. P. Robert, 1776